# Bootle
Bootle è un nucleo urbano di 77.640 abitanti della contea del Merseyside, in Inghilterra.